# La Certosa di Parma
La Certosa di Parma (titolo orig. La Chartreuse de Parme) è un romanzo scritto da Stendhal, pubblicato nel 1839. Racconta la storia di un nobile italiano durante l'Età napoleonica e il successivo periodo della Restaurazione. 
L'ispirazione gli venne dal ritrovamento di un manoscritto inautentico - L'origine delle grandezze della famiglia Farnese, una "cronaca" rinascimentale e per molti aspetti fantasiosa - sulla dissoluta giovinezza di Alessandro Farnese, futuro Papa Paolo III, e alter ego del protagonista del romanzo, Fabrizio del Dongo. A tale manoscritto si deve oltre alla figura del giovane protagonista, della zia protettrice e del suo integerrimo amante, il patronimico Clelia, l'episodio della prigionia e dell'evasione di Fabrizio, nonché la trasposizione di Castel Sant'Angelo in quella del carcere parmense. Secondo Balzac - lettore entusiasta che parla, in un celebre saggio apparso nel terzo numero della « Revue Parisienne » il 25 settembre 1840, di capolavoro per la Chartreuse - i personaggi erano così veri da presupporre una diretta derivazione da persone reali: il Principe di Metternich è ritratto nel conte Mosca, la Principessa di Belgiojoso nella Sanseverina. Per primo, Balzac avanza l'ipotesi che il Ducato di Parma e Ranuccio Ernesto IV possano essere Francesco IV d'Asburgo-Este e il suo Ducato di Modena.
Il titolo dell'opera si riferisce al monastero dell'Ordine certosino, il quale, curiosamente, è menzionato solo nell'ultima pagina dell'opera e non figura come luogo significativo nel romanzo.
Fu composto di getto a Parigi, in un edificio al numero 8 di rue de Caumartin, fra il 4 novembre e il 26 dicembre 1838, durante una volontaria reclusione dell'autore durata 52 giorni. Lo scrittore, trincerato nel suo studio, diede ordine alla servitù di rispondere « il signore è a caccia » a qualsiasi importuno che fosse venuto a cercarlo, turbando così il suo produttivissimo auto-isolamento. Secondo la tradizione, tale romanzo non sarebbe stato scritto direttamente da Stendhal, bensì dettato, parola per parola, ad un abile copista, unico estraneo ammesso nel rifugio dell'artista.
Il romanzo è stato suddiviso dall'autore in due parti: Libro Primo e Libro Secondo.

## Trama
Romanzo articolato, la sua trama è intricata, contraddistinta da continui coups de théâtre e riferimenti di taglio storico: celebre l'episodio dell'esperienza avvilente di Fabrizio del Dongo a Waterloo. Proponendo innumerevoli personaggi, Stendhal riesce, pur in uno spazio diseguale, nell'impresa di offrire un affresco storico e un resoconto memorabile. 

### Libro primo
(Ludovico Ariosto, Satira IV)

#### L'infanzia di Fabrizio del Dongo
Il romanzo, ambientato sullo sfondo dell'Italia della Restaurazione, in buona parte immaginaria, ha per protagonista il giovane nobiluomo milanese Fabrizio del Dongo, figlio naturale di una gentildonna milanese e di un soldato napoleonico, Robert, ospitato dalla famiglia durante l'occupazione francese di Milano.
Fabrizio, bello e spigliato, trascorre i primi anni della sua infanzia al castello di Griante (antica dimora quattrocentesca della famiglia Valserra del Dongo) dove vive «facendo spesso a pugni con i ragazzini del paese, senza imparare niente, neanche a leggere». Per la sua educazione viene mandato a Milano presso un collegio di gesuiti. Qui, però, il suo unico interesse è rappresentato dalla lettura di un volume di famiglia dove sono narrate le imprese eroiche dei suoi antenati: i Valserra (marchesi del Dongo). Si anima, così, di un forte spirito cavalleresco, al punto che richiamato dal marchese del Dongo al castello di Griante, «al suo ritorno in quell'imponente palazzo edificato dai suoi antenati più bellicosi, Fabrizio non conosceva altro che gli esercizi militari e le passeggiate a cavallo». Qui cresce fra le attenzioni della madre e della zia, la contessa Gina Pietranera, trasferitasi nell'antico castello di famiglia alla morte del marito, un generale di divisione ucciso in un duello nato per futili motivi. Di tutte le attenzioni di cui è circondato il giovane Fabrizio, si adombra il fratello Ascanio, il quale comincia a nutrire nei suoi confronti un forte risentimento e una profonda gelosia.

#### Le idee politiche
Il marchese del Dongo e il primogenito Ascanio sono dei conservatori convinti, ovvero strenui sostenitori del governo austriaco, tanto da fungere per esso da informatori "ufficiali" riguardo alle mosse di Napoleone e dei suoi sostenitori sul suolo italiano. Di idee totalmente opposte è invece Fabrizio, il cui animo si accende agli ideali di libertà di cui Napoleone si faceva portatore e per il quale nutre una stima e ammirazione appassionate e sincere, al punto che decide di armarsi e di andare a combattere al fianco dell'Imperatore, in Belgio. Sua zia, la contessa Pietranera, dirà dell'amato nipote: 

#### Fabrizio in fuga per Waterloo
Fabrizio fugge dal castello di Griante, all'insaputa del padre putativo, che lo avrebbe ostacolato e punito. Arrivato a destinazione, animato dal desiderio di incontrare Napoleone in persona, in realtà si scontra subito con la prima delusione: insospettiti dal suo italiano, i militari francesi lo scambiano per una spia, lo arrestano e conducono in prigione. Per fortuna la moglie del guardiano della prigione, impietosita dalle vicende sfortunate del giovane e allo stesso tempo colpita dall'ardore militare che lo anima, lo aiuta e Fabrizio riesce a fuggire vestendo i panni di un soldato ussaro. Si mette quindi di nuovo alla ricerca di un battaglione di Napoleone a cui accorparsi, ma di nuovo una serie di disavventure lo perseguita mettendogli a rischio la vita.
Dopo molte peripezie riesce ad unirsi all'esercito, ma si troverà solo ad essere l'attonito spettatore di una battaglia che diventerà fin troppo famosa, quella di Waterloo: la Waterloo di Fabrizio è tuttavia una Waterloo confusa, guardata con l'occhio stupito ed inesperto di un ragazzo che non si rende conto di quello che sta succedendo, fra palle di cannone fischianti, disertori allo sbaraglio, furti di cavalli e assordanti cariche di fanteria prussiana. Lo stesso Napoleone, per conoscere il quale Fabrizio ha lasciato la casa paterna e ha percorso molte miglia, non è altro che un'incerta, ingobbita apparizione cui il protagonista non riesce a dare più di una fuggevole occhiata.

#### Il ritorno a Griante e il primo incontro con Clelia Conti
Alla fine della battaglia, sconfitto Napoleone e disperso l'intero esercito francese, Fabrizio si ritrova a girovagare senza meta, fino a giungere davanti ad una locanda, il Cavallo Bianco. Qui gli viene chiesto dal Generale dei Dragoni Le Baron di fermare chiunque tentasse di attraversare il ponte e di farlo entrare nella locanda. Ferito ad un braccio e ad una coscia nel tentativo di bloccare la strada a chi era fermamente intenzionato ad attraversare il ponte Fabrizio viene mandato nella locanda a riposare. Il giorno dopo, al suo risveglio, scopre che la locanda è in fiamme; nel caos generale, decide di montare a cavallo e di fuggire via. Stremato per le ferite subìte, riesce a malapena a raggiungere un'altra locanda, dove riceve le prime cure. Tornato al suo vecchio albergo a Parigi, scopre, grazie alle lettere scritte dalla madre e dalla zia, che deve fare subito ritorno a Milano, ma stando attento a seguire degli accorgimenti precisi, perché su di lui era stato emanato un ordine di cattura. L'invidioso fratello di Fabrizio, Ascanio, lo aveva infatti denunciato alla polizia di Milano con l'accusa di essere una spia di Napoleone. Ricercato dalla polizia, preoccupato, ma allo stesso tempo eccitato all'idea di essere considerato una spia dell'Imperatore, Fabrizio, seguendo prudentemente le istruzioni delle lettere, riesce a raggiungere il castello di Griante, dove riabbraccia la madre, la zia e le sorelle. Da qui, in attesa di trovare una soluzione per far ritirare l'ordine di cattura, Fabrizio fugge in Piemonte, a Romagnano, nei pressi di Novara. Durante la sua fuga fa la conoscenza di una giovane e affascinante dodicenne da cui rimane colpito: Clelia Conti. Una volta giunto in Piemonte riceve la notizia che la contessa Pietranera, sua zia, grazie alla sua influenza è riuscita a far accordare al nipote l'impunità, a patto di rispettare alcune condizioni per dimostrare di non essere un cospiratore.

#### Fabrizio diventa monsignore e raggiunge Parma
Fabrizio viene preso sotto l'ala protettrice della zia Pietranera e del suo nuovo spasimante, il conte Mosca della Rovere Sorezana (ministro della guerra, della polizia e delle finanze del principe di Parma Ernesto IV), conosciuto al teatro La Scala di Milano. Innamoratosi perdutamente di lei, il conte Mosca chiede alla Pietranera di trasferirsi alla corte di Parma. Entusiasta all'idea di poter rivivere gli antichi fasti della giovinezza la contessa acconsente, accettando pure la condizione imposta dal conte per salvare le apparenze (lui è sposato, seppure separato, mentre lei è un'attraente giovane vedova): quella di accettare un matrimonio di facciata con il duca Sanseverina-Taxis, un sessantottenne con l'aspirazione di diventare ambasciatore. Presentata alla corte parmense come la duchessa Sanseverina, Gina riesce ben presto a conquistarsi l'intera corte (o comunque i personaggi di maggiore spicco). Consigliata dall'amante Mosca invita il nipote Fabrizio ad abbandonare le sue velleità militari per abbracciare una ben più sicura (e degna dei suoi antenati) carriera ecclesiastica. Fabrizio accetta a malincuore. Viene così mandato all'Accademia ecclesiastica di Napoli e, dopo tre anni, ricevuta la nomina di monsignore, viene introdotto con tutti i fasti all'interno della corte parmense.
Qui Stendhal inventa un fantomatico Principato storicamente mai esistito (giacché a quell'epoca Parma era compresa nel Ducato di Parma e Piacenza), riuscendo a ritrarre in maniera esemplare il complesso microcosmo della corte, con tutti i suoi delicati equilibri, le sue malcelate ipocrisie, i suoi rapporti di forza, le servitù, le clientele, gli amori e le figure dominanti.
In questa foresta sociale il giovane monsignor del Dongo si muove agevolmente, seppur a volte un po' incautamente, ma all'occorrenza sempre rintuzzato o protetto dalla zia, che, seppure molto più anziana di lui, ne è visibilmente innamorata.
Da questo momento in poi il romanzo non verterà più soltanto sulla figura di Fabrizio, poiché la Sanseverina acquisterà sempre maggior rilievo, diventando il secondo perno della narrazione.

#### La continua ricerca dell'amore
Fabrizio, intanto, è tormentato dalla continua ricerca dell'amore, che non gli è mai riuscito di vivere se non nell'aspetto della pura passione fisica: 

#### L'amore per Marietta e l'omicidio di Giletti
Se da un lato Fabrizio passa da un letto all'altro nel disperato tentativo di trovare il vero amore, dall'altro sa di avere un legame di complicità molto forte (a tratti persino equivoco) con la zia, e quando il conte Mosca se ne accorge, s'ingelosisce al punto da temere che i due siano amanti. Per distogliere la sua attenzione dalla zia, Fabrizio, dimentico dei doveri e divieti propri di un prelato, frequenta un teatro dove rimane affascinato da una giovane attrice che scoprirà chiamarsi Marietta Valserra. Scopre altresì che la giovane attrice è sotto la protezione di un attore follemente geloso di nome Giletti. Il brivido della conquista fa intestardire ancor più Fabrizio, pronto a sfidare Giletti pur di avere Marietta. Nonostante i tentativi del conte Mosca di allontanare da Parma la compagnia teatrale (e quindi lo stesso Giletti), Fabrizio ne farà un incontro del tutto fortuito a Sanguigna (dove si era recato per sovrintendere a degli scavi archeologici per il conte Mosca). Giletti, appena riconosciuto Fabrizio, gli si scaglia contro con il chiaro intento di ucciderlo. Fabrizio è costretto a difendersi e gli infligge un colpo mortale usando un coltello consegnatogli qualche istante prima da Marietta. La morte del Giletti causerà una necessaria latitanza per Fabrizio, che si vedrà costretto a scappare di città in città sotto falso nome, passando per Ferrara e fermandosi a Bologna, dove vivrà per qualche tempo sotto il nome di Giovanni Bossi. Proprio in quest'ultima città incontra Marietta (che si era recata lì nella speranza di incontrarlo) e i due diventano amanti.

#### L'amore per Fausta
La sfrenata, incessante e spesso irresponsabile ricerca dell'amore, comune a molti dei personaggi stendhaliani, fa invaghire Fabrizio questa volta di una certa Fausta, famosa cantante dotata di una splendida voce. Proprio la sua voce da usignolo fa innamorare follemente Fabrizio, il quale crede di avere trovato in lei finalmente l'amore. Decide allora di conquistarla, pur sapendo dell'esistenza di uno spasimante, tale conte M., anch'egli fortemente geloso, e certo non disposto a cedere la donna amata. Il culmine della rivalità tra i due sfocerà in un duello da cui Fabrizio uscirà vincitore, limitandosi solo a ferire e spaventare il rivale.

### Libro secondo
(Capitolo XXIII)

#### L'arresto e il trasferimento alla Cittadella di Parma
L'eco dell'omicidio di Giletti raggiunge la corte parmense. Qui il principe di Parma, innamorato perdutamente della duchessa Sanseverina e quindi gelosissimo di Fabrizio (poiché l'unico capace di catturare il cuore della donna), vede subito nella situazione una preziosa occasione per allontanare una volta per tutte Fabrizio e, allo stesso tempo, infliggere un duro colpo all'altera duchessa, rea di avere rifiutato di divenire la sua amante. Dal canto suo la Sanseverina sfrutta la sua influenza presso il principe (il quale, nonostante i fermi propositi, non riesce a rimanere insensibile al fascino della donna) per farsi promettere, attraverso la firma di un documento, di non procedere contro Fabrizio. Il principe finge di acconsentire, ma il giorno dopo (grazie anche ad un vizio di forma del documento firmato che lo rende nullo) firma l'ordine d'arresto di Fabrizio e, allo stesso tempo, mostra la sua clemenza firmando la riduzione della condanna da venti anni a dodici anni di fortezza. L'ordine viene immediatamente eseguito: Fabrizio viene prelevato a Bologna e condotto in catene alla Cittadella di Parma.

#### Il secondo incontro con Clelia Conti
Qui, prima di essere condotto in prigione, Fabrizio fa un secondo incontro (il primo era avvenuto cinque anni prima sul lago di Como) con Clelia Conti, figlia del generale Fabio Conti, governatore della cittadella parmense. I due rimangono colpiti l'uno dall'altra e Clelia, capendo che Fabrizio si trova nei guai, si sente in dovere di aiutarlo, in nome della gentilezza e del soccorso che il giovane le aveva prestato cinque anni prima. Clelia, inoltre, sa bene che oltre alla pura e semplice prigionia, Fabrizio rischia di essere avvelenato o impiccato pubblicamente; infatti, in seguito ad un colloquio tra il principe di Parma e il governatore, alla domanda di Clelia su cosa avesse detto il sovrano, il governatore rispose: «La bocca ha detto: 'prigione'. Lo sguardo: 'morte'».

#### La prigionia nella Torre Farnese
Rinchiuso in una cella all'interno della Torre Farnese, Fabrizio, ancora stordito dall'incontro con la ragazza, rimane immediatamente estasiato dallo spettacolare panorama che gli si presenta dalla finestra della cella (da lì può vedere, infatti, la catena delle Alpi, da Treviso al Monviso). Il suo animo si rallegra ancor più quando scopre che può anche scorgere il palazzo del governatore della prigione e, in particolare, la finestra di una stanza usata come uccelliera da Clelia Conti. Con suo grande stupore quella posizione privilegiata gli permette di vedere a più riprese la ragazza e, persino, di comunicare con lei. In quello stato d'animo febbrile dettato dall'amore (questa volta vero amore), Fabrizio riesce addirittura ad apprezzare l'angusta e deprimente cella in cui si trova, chiamata Camera dell'Obbedienza passiva: «Ma è una prigione, questa? È questo ciò che avevo tanto temuto? [...] Come mai, io che avevo tanta paura della prigione, adesso sono dentro, e mi scordo di esser triste?»
Non solo. Fabrizio riesce persino a comunicare con la duchessa Sanseverina, la quale aveva trovato un modo molto semplice, ma non per questo meno pericoloso, di contattare il nipote: si recava, nottetempo, in cima ad una torre che poteva essere vista dalla cella del prigioniero e da lì dapprima gli trasmetteva messaggi attraverso segnali luminosi intermittenti (che corrispondevano alle singole lettere dell'alfabeto) e poi, dopo aver corrotto un soldato di guardia, attraverso palle di piombo contenenti lunghe missive, scagliate all'interno della prigione con la fionda proprio dall'abile soldato. In questo modo la Sanseverina, oltre ad avere la certezza della sopravvivenza del nipote (spesso venivano diffuse notizie sulla sua morte), poteva rivelargli tutto quanto accadeva a corte, compresa la necessità, sempre più incombente, di tenersi pronto per la fuga: il principe di Parma, infatti, volendo infliggere il colpo di grazia alla duchessa, aveva incaricato un suo uomo di fiducia, il fiscale generale Rassi (uomo privo di scrupoli), di occuparsi della morte di Fabrizio, da indurre col veleno.
Dapprima Fabrizio rifiuta categoricamente l'idea della fuga, poiché avrebbe significato allontanarsi, forse per sempre, dall'unica donna capace di risvegliare in lui l'amore. Sarà proprio Clelia Conti, nel frattempo divenuta alleata della duchessa e per questo a conoscenza di tutti i suoi piani, a convincere Fabrizio a cambiare idea e a farsi giurare da lui che, quando fosse venuto il momento, non avrebbe esitato a fuggire.

#### La fuga
Dopo nove lunghi mesi di prigionia Fabrizio riceve il segnale convenuto per la fuga. Approfittando di una fitta nebbia che era calata su Parma e approfittando dello stato di ubriachezza in cui versavano i soldati in occasione di un festeggiamento, Fabrizio, attraverso una serie di corde, si cala dalla Torre fino a raggiungere terra. Qui, provato per la stanchezza e la tensione, sente che le forze lo abbandonano, quando due uomini mandati dalla duchessa Sanseverina lo aiutano e lo portano in salvo. Fabrizio viene sistemato a Locarno, in Svizzera, dove la duchessa può incontrarlo quotidianamente (per stare vicino al nipote aveva preso una casa presso Belgirate). Accanto alla felicità di averlo lì con sé sano e salvo, la duchessa è però straziata dalla serietà innaturale del nipote e dal dubbio che il suo cuore fosse rimasto a Parma. Capisce che, per quanto lei abbia fatto tutto il possibile per liberarlo dalla prigione, l'unica vera persona che aveva davvero salvato Fabrizio (convincendolo a fuggire) era la giovane Clelia. Capisce, quindi, di avere perduto per sempre l'amato nipote.

#### La vendetta
Accecata dalla gelosia la duchessa sfrutta i pochi contatti che le sono rimasti a corte per accelerare le nozze tra Clelia Conti e il ricchissimo marchese Crescenzi (in modo che Fabrizio dimentichi, e in fretta, la giovane figlia del governatore). Giunge, intanto, a Belgirate, la notizia della morte del principe: la duchessa non è sorpresa, poiché ne è direttamente coinvolta. Non molto tempo prima, infatti, aveva assoldato un vecchio medico, nonché poeta e tribuno del popolo, Ferrante Palla (innamorato di lei e per la quale si sarebbe macchiato di ogni delitto) per uccidere, attraverso il veleno, il carnefice di Fabrizio: il principe di Parma in persona.

#### Il ritorno a Parma
La morte del principe di Parma scatena nella città  una serie di rivolte popolari contro la Cittadella, il fiscale Rassi e la vecchia amministrazione in generale. Questo subbuglio permette al conte Mosca di agire in favore di Fabrizio imponendo il silenzio sulla sentenza del giovane a tutti i giudici incaricati del processo (pena l'immediata impiccagione). Aiutando Fabrizio il conte favorisce di certo anche il ritorno dell'amata duchessa, ora nominata dal nuovo principe di Parma Ranuccio Ernesto V (figlio del principe defunto) duchessa di San Giovanni e prima dama di compagnia della principessa madre Clara Paolina. Un ultimo ostacolo bloccava il ritorno a Parma di Fabrizio in qualità di uomo libero: egli avrebbe dovuto sottoporsi al processo ed essere prosciolto da ogni accusa e, prima di questo, presentarsi alle prigioni della città (comandate dal conte Mosca e quindi "sicure") per costituirsi.

#### La nuova prigionia
Tutto il piano per restituire la libertà a Fabrizio era stato studiato nei minimi particolari dal conte e dalla duchessa, ma senza tenere conto di un fatto certo: Fabrizio era innamorato e l'amore rende imprevedibili, impavidi e avventati. Fabrizio, infatti, si era sì presentato per costituirsi, ma non alle prigioni controllate dal conte Mosca, bensì direttamente alla Cittadella, nella speranza di rioccupare la sua vecchia cella e di vedere di nuovo Clelia (oramai prossima alle nozze col marchese Crescenzi). Questa mossa lo rende inevitabilmente esposto al rischio concreto di una vendetta da parte di Fabio Conti, il governatore della Cittadella, che vede nella situazione un'occasione unica per riscattarsi dal ridicolo di cui si era coperto al momento della fuga del prigioniero.

#### Il tentato avvelenamento
Il governatore decide così di uccidere Fabrizio del Dongo facendogli avvelenare il pasto della sera. Ma ancora una volta Fabrizio viene salvato dalle due donne che lo amano: Clelia, che, accortasi di quello che stava succedendo e dimentica del voto fatto alla Madonna (quello di sposare il marchese Crescenzi e non rivedere più Fabrizio), corre alla Torre Farnese ed irrompe direttamente nella cella di Fabrizio per impedirgli di mangiare la cena avvelenata; e la duchessa, che cede al ricatto del giovane principe di Parma accettando di diventare la sua amante in cambio della vita di Fabrizio. Il giovane del Dongo viene così graziato dal principe e salvato da morte certa. Il principe di Parma, del tutto all'oscuro e inorridito di fronte alle macchinazioni e tentativi di avvelenamento che si tramano alle sue spalle, decide di infliggere una esemplare punizione ai colpevoli: il generale Conti viene destituito assieme al Rassi, ed entrambi costretti anche all'esilio in Piemonte.

#### La libertà amara
Nel frattempo Fabrizio si sottopone al giudizio dei giureconsulti, i quali, dopo un regolare processo, lo prosciolgono da ogni accusa. Tornato in libertà, Fabrizio viene nominato - dal principe in persona - coadiutore dell'arcivescovo Landriani con futura successione e acquisisce pure il titolo di Eccellenza. Ma i titoli e gli onori ricevuti non hanno significato per Fabrizio, ora che si vede di nuovo allontanato dall'amata Clelia, la quale, saputo in salvo l'amato, ritorna nella sua fermezza di sposare il marchese Crescenzi, per dovere nei confronti del padre e per dovere nei confronti del voto fatto alla Madonna.
Adottando un travestimento Fabrizio riesce ad incontrare Clelia e i due finalmente si chiariscono: lei gli spiega il motivo del suo comportamento schivo e la necessità di non vedersi più. Per Clelia era inoltre necessario non rimandare ancora le nozze con il marchese Crescenzi, essendo questo l'unico modo per far ritornare il padre alla corte parmense (la stessa duchessa si sarebbe adoperata personalmente per il reintegro del generale a governatore della Cittadella, a condizione, però, che le nozze venissero celebrate il prima possibile). Questa notizia e la ferma decisione di Clelia di mantenere fede all'impegno preso, gettano monsignor del Dongo in uno stato di «tristezza senza speranze», di rassegnazione quindi, che lo spinge ad isolarsi e a ritirarsi presso il convento di Velleja, poco lontano da Parma. Questo isolamento dalla vita di corte e dalla mondanità e il silenzio in cui si era forzatamente rinchiuso, assieme all'estrema magrezza, lo fanno amare dalla gente comune, che arriva addirittura ad avvertire in lui l'odore della santità: «tutta la sua condotta, unicamente ispirata dal dolore per le nozze di Clelia, fu presa come il frutto di una religiosità semplice e sublime». Tornato a Parma per adempiere ai suoi doveri di coadiutore Fabrizio ha l'occasione di rivedere Clelia, ora marchesa Crescenzi, ad un ricevimento presso il principe e la fiamma tra i due innamorati si riaccende più viva che mai.

#### La duchessa fugge da Parma e diventa la contessa Mosca
La duchessa si trova ora costretta ad adempiere al giuramento fatto al principe (quello di divenire la sua amante), non riuscendo a convincerlo a fare altrimenti (nonostante la minaccia di fuggire da Parma e non farvi più ritorno). Scappa quindi dalla città per rifugiarsi a Bologna. Dopo pochi giorni sposa a Perugia il conte Mosca, diventando così la contessa Mosca della Rovere. I due si trasferiscono a Napoli, mentre Fabrizio rimane alla corte parmense, dove riesce a conquistarsi la piena fiducia del giovane principe. Proprio il pieno favore acquisito presso il principe, assieme al favore incontrastato che gode presso il popolo in qualità di eccellente predicatore, gli permette di aiutare il conte Mosca e sua moglie, gettando il seme per un loro futuro ritorno in pompa magna. Ma la felicità di Fabrizio del Dongo di aiutare il conte Mosca è offuscata dall'ottuso silenzio e isolamento in cui si era relegata per l'ennesima volta Clelia, ora incinta del primogenito, ora più che mai decisa a non rivedere più Fabrizio.

#### La svolta
Gelosa di una giovane borghese di nome Annetta Marina, innamorata persa di Fabrizio, e sui quali circolavano voci di una relazione, Clelia si risolve finalmente ad assistere ad una predica di monsignor del Dongo. Così, dopo quattordici mesi di lontananza forzata, i due si rivedono e l'aspetto emaciato di Fabrizio, in netto contrasto con la passione delle parole da lui pronunciate, convince Clelia ad incontrarlo. Gli dà appuntamento per la notte seguente all'aranceto di palazzo Crescenzi, dove finalmente i due dichiarano apertamente il loro amore.

#### La fine
A questo punto Stendhal fa un balzo in avanti di tre anni. L'autore ci informa che nell'arco di questo periodo i due amanti hanno continuato a vedersi di nascosto (rigorosamente di notte per non venire meno al voto fatto alla Madonna di non vedere mai più Fabrizio) e che da questa relazione segreta è nato un bambino, Sandrino, il quale viene però cresciuto dal marchese Crescenzi (che lo crede suo figlio). Dopo due anni Fabrizio confessa a Clelia il desiderio di avere con sé almeno il figlio, non potendo vivere apertamente con la donna amata. Così le suggerisce di far fingere a Sandrino una malattia, che si sarebbe aggravata fino a provocare la morte del bimbo (in realtà portato al sicuro in un'altra casa). All'inizio riluttante, Clelia finisce con l'acconsentire al tanto diabolico quanto disperato piano. Le cose sembrano andare esattamente come previsto, ma quando Sandrino viene trasferito e si simula il lutto, il bambino si ammala veramente e muore dopo soli pochi mesi, seguito in capo a qualche mese dalla madre, distrutta dal dolore della perdita e del castigo subìto. A questo punto Fabrizio non vede altra soluzione che dimettersi dal suo ufficio all'arcivescovado e, dopo aver dato disposizioni sulla divisione patrimoniale, si ritira nella certosa di Parma «situata nei boschi nei pressi del Po, a due leghe da Sacca», dove morirà dopo un solo anno.
Stendhal, alla fine, racconta che la contessa Mosca aveva acconsentito affinché il marito tornasse a Parma per riprendere il suo ministero, ma senza fare lei stessa ritorno, in nome del giuramento di non mettere più piede negli Stati del principe fatto il giorno della violenza subìta. Vive perciò presso Vignano (in territorio austriaco) in un palazzo fatto costruire appositamente per lei dal conte Mosca. Lì trascorre un periodo tutto sommato felice. Alla morte dell'adorato nipote, però, la contessa non gli sopravvive che pochissimo tempo.

Stendhal chiude il romanzo informando che a Parma non ci sono più prigionieri, che il nuovo principe è amato e che il conte Mosca è diventato ricchissimo: magrissimo sollievo per gli "happy few", i pochi lettori eletti a cui l'autore ha dedicato l'opera: 

## Personaggi (in ordine di apparizione)
- Il tenente Robert
- Il marchese del Dongo
- Angelina Cornelia Isotta Valserra del Dongo, chiamata semplicemente Gina (poi contessa Pietranera, duchessa Sanseverina e contessa Mosca)
- La marchesa del Dongo
- Fabrizio del Dongo (poi monsignore del Dongo)
- Ascanio del Dongo
- L'abate Blanès
- Il generale Fabio Conti
- Clelia Conti
- Il conte Mosca della Rovere Sorezana
- Il principe di Parma Ranuccio Ernesto IV
- La principessa di Parma Clara Paolina
- L'arcivescovo Landriani
- Il principino Ranuccio Ernesto V
- Ferrante Palla (medico, poeta, nonché tribuno del popolo)
- Marietta Valserra (attrice)
- Giletti (attore)
- Fausta F*** (cantante)
- Il conte M.
- Il fiscale generale Rassi
- La marchesa Raversi

## Curiosità
- La certosa descritta nel romanzo, nascosta tra le boscaglie del fiume Po, è un luogo probabilmente immaginario, ma secondo la maggior parte degli storici non fu la certosa di Parma che ispirò Stendhal per la sua opera, ma quella di Paradigna, anch'essa alle porte della città emiliana.[6]
- Lo spunto per il romanzo deriva da un manoscritto italiano intitolato L'origine delle grandezze di casa Farnese, di cui Stendhal si fece fare una copia e su cui avrebbe poi scritto a margine le parole «To make of this sketch un romanzetto». Nel manoscritto si narrano le vicende di Alessandro Farnese (vissuto nel XVI secolo), futuro papa Paolo III, il quale diventa pontefice grazie all'aiuto della zia Vannozza (che adorava il nipote) e alla relazione di quest'ultima con il cardinale Rodrigo Borgia. Da qui la somiglianza con i personaggi del romanzo: Alessandro Farnese e Fabrizio del Dongo, la zia Vannozza e la duchessa Sanseverina, il cardinale Borgia e il conte Mosca. Nella vita del cardinale Farnese ci fu anche una certa Creria, nobildonna con cui strinse una relazione segreta e da cui ebbe quattro figli, che Stendhal inserirà nel romanzo con il nome di Clelia Conti[3].
- La Cittadella descritta da Stendhal è in realtà molto diversa dalla vera Cittadella di Parma e, invece, molto simile a Castel Sant'Angelo, dalla cui cella fuggì (calandosi con delle corde) nel Cinquecento, Alessandro Farnese, rinchiuso per aver rapito e sedotto una nobildonna romana. In seguito diviene cardinale e, poi, papa. Come si può notare, l'esuberante personalità di questo ecclesiastico avventuriero richiama molto quella di monsignor Fabrizio[3].
- Stendhal, come Fabrizio del Dongo, era entrato nell'esercito di Napoleone, facendo però parte del reggimento dei Dragoni. Inoltre, giunse per la prima volta in Italia a diciassette anni, la stessa età di Fabrizio quando scappa da casa per raggiungere Waterloo[3].
- Stendhal, per ordine del suo editore, fu costretto a tagliare le circa trecento pagine finali, le cui vicende furono condensate nelle ultime due pagine del romanzo[3].

## Edizioni italiane
- trad. di Luigi Masieri, Milano, Borroni e Scotti, 1855.
- trad. di Maria Ortiz, Firenze, Sansoni, 1921; Sesto San Giovanni, Aldo Peruzzo Editore, 1985-1995; Introduzione e note di Antoine Adam,[7] Collana Classici BUR n. L259, Milano, Rizzoli, aprile 1980, ISBN 978-88-17-12259-7; col giudizio di Sainte-Beuve su Stendhal, Collana Classici Moderni BUR, Milano, Rizzoli, 2008.
- trad. di Ferdinando Martini, Biblioteca Romantica, Milano, Mondadori, maggio 1930; Introduzione di Giuseppe Antonio Borgese, Collana BMM. Nuova serie, Mondadori, 1951; Collana Tascabili Economici Newton, Roma, Newton Compton, 1993, ISBN 978-88-798-3202-1; Introduzione di Attilio Scarpellini, Collana Biblioteca Economica Newton. Classici n.58, Roma, Newton Compton, giugno 1995, ISBN 978-88-818-3040-4.
- trad. di Elda Bossi, Milano, Bietti, 1931.
- trad. di Decio Cinti, Milano, Sonzogno, 1933.
- trad. di Luigi Galeazzo Tenconi, Milano, Barion, 1933-1936; 2 voll., Collana BUR nn.537-542, Milano, Rizzoli, 1953; 2 voll., Collana La Grande Biblioteca, Milano, Fabbri Editori, 1994.
- trad. di Camillo Sbarbaro, Torino, Einaudi, 1944-2019, ISBN 978-88-06-18942-6; Milano, Aldo Palazzi Editore, 1962.
- trad. di Marisa Zini, Collezione I Grandi Scrittori Stranieri, Torino, UTET, 1954; Introduzione di Tiziana Goruppi, UTET, 1981; Introduzione di Vittorio Del Litto, Milano, TEA, 1988 ISBN 88-7819-037-3.
- trad. di Bruno Schacherl, Prefazione di Guido Piovene, Collana I Classici n.3, Roma, Editori Riuniti, 1964; Collana Universale Letteratura, Editori Riuniti, 1982.
- trad. di Emilio Tadini, Milano, Garzanti, 1965; Introduzione di Piergiorgio Bellocchio, Garzanti; Torino, La Stampa, 2003.
- trad. di Renato Prinzhofer, in: Romanzi e frammenti (1819-1842), Milano, Mursia, 1965.
- trad. di Maurizio Antonioli, Milano, Rusconi, 1966-1994.
- trad. di Giovanni Bonaccorso, Roma, Tumminelli, 1968.
- trad. di Guido Bertolini, Firenze, Vallecchi, 1971.
- trad. di Tina Simonetti, Ginevra, Ferni, 1975.
- trad. di Franca Zanelli Quarantini, con un saggio di Paul Valery, Milano, Mondadori, 1980-2007, ISBN 978-88-04-48999-3; Introduzione di Simonetta Fibbia, Collezione Evergreen. Grande Biblioteca per ragazzi, Novara, Mondadori/De Agostini, 1990; a cura di Daniela Ciocca e Tina Ferri, Collana La Lettura, Arnoldo Mondadori Scuola, 1992; Nota di Renzo Zorzi, illustrazioni di Carlo Mattioli, Telecom Italia, 2003.
- trad. di Gianni Celati, Collana UEF. I Classici, Milano, Feltrinelli, 1993, ISBN 978-88-07-82064-9.
- trad. di Annamaria Laserra, La Biblioteca di Repubblica. Ottocento n.4, Roma, Gruppo L'Espresso, 2004, ISBN 88-89145-04-8.
- trad. di Biancamaria Bruno, Collana I Classici Classici, Milano, Frassinelli, 2005, ISBN 88-7684-875-4.
- trad. di Maurizio Cucchi, a cura di Mariella Di Maio, Milano, Mondadori, 2008, ISBN 978-88-04-56244-3; col saggio di Paul Valery, Collana Oscar Classici n.148, Mondadori, 2009.
- trad. di Nina Telli, Collana Classici Tascabili, Milano, Baldini Castoldi Dalai Editore, 2012, ISBN 978-88-6620-311-7.
- trad. di Margherita Botto, Collana Supercoralli, Torino, Einaudi, 2022, ISBN 978-88-062-5455-1; Introduzione di Emilio Faccioli, contributi di György Lukács, Collana ET, Einaudi, 2024, ISBN 978-88-062-6276-1.
- trad. di Franca Brea, Introduzione di Giovanni Fracasso, Collana Classici, Fidenza, Mattioli 1885, 2025, ISBN 979-12-5649-160-5.

## Adattamenti
- La Certosa di Parma, film del 1947 diretto da Christian-Jaque.
- La Certosa di Parma, miniserie televisiva in 6 puntate del 1982 diretta da Mauro Bolognini.
- La Certosa di Parma, miniserie televisiva in 2 puntate del 2012 diretta da Cinzia TH Torrini (coproduzione Rai Fiction e France 3).